# Investitionsfunktion

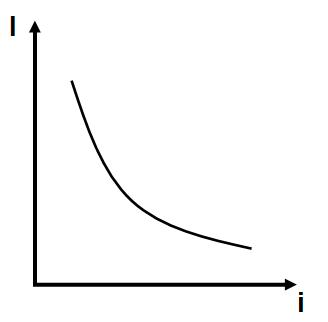
Beispiel einer zum Zinssatz negativ korrelierten
Investitionsfunktion

Die Investitionsfunktion ist in der Volkswirtschaftslehre die funktionale Beziehung zwischen den Einflussgrößen einer Investition und der Höhe der Investitionsausgaben. Komplementärbegriffe sind die Konsumfunktion und die Sparfunktion.

## Allgemeines
Die Investitionen der Wirtschaftssubjekte (vor allem Unternehmen und Staat nebst Staatsunternehmen) stellen einen bedeutenden Teil der Güternachfrage in einer Volkswirtschaft dar und haben vor allem Bedeutung für das Wirtschaftswachstum und Konjunkturschwankungen.
Wichtigste Einflussgröße für eine Investition ist sowohl in der keynesianischen Theorie als auch in der neoklassischen Theorie der Zinssatz (konkreter: Kreditzins auf dem Kreditmarkt, Anleihezins auf dem Rentenmarkt). Die Abhängigkeit der Investitionsgüternachfrage auf dem Investitionsgütermarkt vom Zinssatz wird durch die Grenzleistungsfähigkeit oder Grenzproduktivität des Kapitals gemessen. Bei John Maynard Keynes standen als Einfluss die Gewinnerwartungen der investierenden Unternehmer im Vordergrund, deren Volatilität einen instabilen Zusammenhang zwischen Investitionsausgaben und Zinssatz verursacht. Er warnte vor der Investitionsfalle, falls die Gewinnerwartungen der Unternehmen zu gering ausfallen.
Grundsätzlich handelt es sich bei der Investitionsfunktion um empirische, mit der Methodik der Korrelations- und Regressionsanalyse entwickelte quantitative Beziehungen zwischen den Investitionsdeterminanten und den Investitionsausgaben.

## Geschichte
Die wohl älteste Investitionsfunktion ist das von John Maurice Clark 1917 entwickelte Akzelerationsprinzip. Es geht davon aus, dass sich die Unternehmer bei ihren Investitions- und Kapazitätsentscheidungen ausschließlich von der Veränderung der Güternachfrage leiten lassen. Mathematisch ausgedrückt orientieren sich die Nettoinvestitionen {\displaystyle I} zum Zeitpunkt {\displaystyle t} nach der Differenz zwischen der Güternachfrage {\displaystyle D} im Zeitpunkt {\displaystyle t} und der im Zeitpunkt {\displaystyle t-1}:
{\displaystyle I_{t}=a\cdot (D_{t}-D_{t-1})},
wobei der Akzelerator {\displaystyle a} den Wert {\displaystyle 0<a<1} annimmt. Es besagt, dass die Höhe der Nettoinvestitionen von der Wachstumsrate der Konsumgüternachfrage abhängig ist.
Dieses Clark’sche Akzelerationsprinzip wird als Verhaltensannahme unter anderem in gesamtwirtschaftlichen Wachstumsmodellen einer geschlossenen Volkswirtschaft wie dem von Roy F. Harrod aus 1939 verwendet:
{\displaystyle I=v\cdot \delta X}.
Der konstante Akzelerator{\displaystyle v} gibt an, in welchem Umfang durch Änderungen der erwarteten Produktion wegen veränderter Güternachfrage zusätzliche Investitionen induziert werden. Eine Erweiterung stellt das Harrod-Domar-Modell aus 1946 dar. Hierin postulierte Evsey D. Domar, dass Kapitalstock und Volkseinkommen gleichzeitig proportional zueinander wachsen müssen, damit die Kapazitäten durch die Güternachfrage ausgelastet werden können. Domar legte wiederum eine geschlossene Volkswirtschaft mit nur einem Gut, ein konstantes Preisniveau und eine linear-limitationale Produktionsfunktion zugrunde.
Auch für Jan Tinbergen sind – wie für Keynes – die Gewinnerwartungen von größerem Einfluss auf die Investitionstätigkeit als der Akzelerator oder die Konsumgüternachfrage.

## Wirtschaftliche Aspekte
Bei der Anwendung der Investitionsfunktion wird unterstellt, dass die Fertigungstechnik konstant bleibt und somit kein technischer Fortschritt erfolgt und die Unternehmen mit Vollbeschäftigung produzieren. Abgesehen von diesen wirklichkeitsfremden Hypothesen beruht eine Investitionsentscheidung Erich Gutenberg zufolge außer dem Marktzins auch auf dem Preisindex für Fertigfabrikate, den Unternehmensgewinnen, den Investitionsgüterpreisen, den langfristigen Veränderungen der Kapitalintensität der Produktion oder der Marktpsychologie.
Im Falle einer linearen Investitionsfunktion könnte der Zusammenhang zwischen Zinssatz {\displaystyle i} und Investitionen {\displaystyle I} wie folgt aussehen:
{\displaystyle I=I_{aut}-a\cdot i}.
Dabei betrifft die Größe {\displaystyle I_{aut}} sämtliche anderen Investitions-Einflüsse neben dem Zins (etwa Investitionen, die zinsunabhängig als strategische Investitionen vorgenommen werden). Die Größe {\displaystyle a} ist dabei die Zinssensitivität der Investition. Ist die Zinselastizität gleich „Null“, liegt die von Keynes beschriebene Investitionsfalle vor.
Je stärker die Investitionsgüternachfrage auf Veränderungen des Marktzinses reagiert, desto flacher ist die IS-Kurve und umgekehrt. Dies kann auch mit Hilfe der Zinselastizität der Investitionen {\displaystyle \eta _{I,i}} ausgedrückt werden:
{\displaystyle \eta _{I,i}={\frac {\delta I}{\delta i}}{\frac {i}{I}}}.
Dabei werden die Investitionen {\displaystyle I} dem Kapitalmarktzins {\displaystyle i} gegenübergestellt. Bei der Investitionsgüternachfrage der Unternehmen auf dem Investitionsgütermarkt ist zu beobachten, dass die Investitionsentscheidung vor allem durch den Kreditzins beeinflusst wird und dass die Investition bei erwarteter Erhöhung des Zinsniveaus früher als geplant durchgeführt wird und bei erwarteter Senkung des Zinsniveaus aufgeschoben wird. In solchen Fällen kann von einer Zinsreagibilität der Investitionsentscheidungen ausgegangen werden.
Die Investitionsfunktion beschreibt einen negativen Zusammenhang zwischen dem (langfristigen) Marktzins und der Investitionsneigung, so dass bei einem steigenden Marktzins die Investitionsgüternachfrage sinkt und umgekehrt. Damit gilt das Gesetz der Nachfrage, wonach auf dem Gütermarkt bei steigenden Güterpreisen die Güternachfrage sinkt.
Es gilt als das Verdienst von Keynes, die Investitionsfunktion nicht nur als deterministische Gleichung eines produktionstechnischen Zusammenhangs, sondern als Verhaltensgleichung für das zukunftsorientierte und risikobewusste Handeln von Wirtschaftssubjekten erklärt zu haben.